# Palaszínű billegető
A palaszínű billegető (Motacilla grandis) a madarak osztályának verébalakúak (Passeriformes) rendjébe és a billegetőfélék (Motacillidae) családjába tartozó faj.

## Rendszerezése
A fajt Richard Bowdler Sharpe angol ornitológus írta le 1885-ben.

## Előfordulása
Délkelet-Ázsiában, Oroszország, Kína, Észak-Korea, Dél-Korea, Tajvan és Japán területén honos.
A természetes élőhelye folyók és patakok környéke, valamint szántóföldek és városi régiók. Vonuló faj.

## Megjelenése
Testhossza 21-23 centiméter.
|  |

## Életmódja
Ízeltlábúakkal táplálkozik.

## Természetvédelmi helyzete
Az elterjedési területe rendkívül nagy, egyedszáma pedig stabil. A Természetvédelmi Világszövetség Vörös listáján nem fenyegetett fajként szerepel.